# Eishockey-Thüringenliga
Die Thüringenliga ist eine regionale Eishockeyliga. Sie ist die höchste Spielklasse des Thüringer Eis- und Rollsportverband und derzeit die fünfthöchste Spielklasse innerhalb des Deutschen Eishockeys.

## Geschichte
Die Liga wurde 2002 gegründet. Zuvor nahmen einige Thüringer Mannschaften an der Landesliga Sachsen teil, früher auch am Spielbetrieb in Hessen.
Bis auf die 1. Mannschaft der EHC Erfurt in der Oberliga Nord gibt es in Thüringen keine Mannschaft, die nicht am Spielbetrieb der Thüringenliga teilnimmt. Daneben nehmen auch Mannschaften aus Sachsen-Anhalt (wo es keine eigene Landesliga gibt) und Sachsen (wo es seit Umformung der Sachsenliga in die Regionalliga Ost keine eigene Landesliga mehr gibt) an der Thüringenliga teil.
Seit 2014 wechselten zunehmend schwächere Mannschaften aus der Regionalliga Ost in die Thüringenliga. Daher wurde unterhalb der Thüringenliga die Landesliga Thüringen eingerichtet, zum Teil auch Thüringenliga Staffel 2 genannt. Von den vier Mannschaften der Thüringenliga 2017/18 kommt eine aus Thüringen (Erfurt 1b), zwei aus Sachsen und eine aus Sachsen-Anhalt.

## Meister
- 2002/03 Hainberger Füchse Greiz
- 2003/04 Hainberger Füchse Greiz
- 2004/05 Ice Rebells Waltershausen
- 2005/06 ESC Erfurt 1b
- 2006/07 Ice Rebells Waltershausen
- 2007/08 MEC Halle 04 1b
- 2008/09 MEC Halle 04 1b
- 2009/10 EHC Erfurt - Black Dragons 1b
- 2010/11 Ice-Rebells Waltershausen
- 2011/12 Ice-Rebells Waltershausen
- 2012/13 Ice-Rebells Waltershausen
- 2013/14 Ice-Rebells Waltershausen
- 2014/15 Saale Bulls Halle 1b
- 2015/16 EHC Erfurt 1b
- 2016/17 Saale Bulls Halle 1b
- 2017/18 ESV Halle 1b
- 2018/19 ESC Jonsdorf
- 2019/20 Meister nicht ausgespielt

## Mannschaften Landesliga Thüringen 2019/20
- SC Medizin Erfurt
- ESC Erfurt (M)
- BSG Fiskus Erfurt
- ESV Saale Bulls Halle 1c
- EC Ilmenau
- EHV Waltershausen